# Karel Staab
Karel Staab (Rotterdam, 6 januari 1920 – Den Haag, 25 oktober 2011) was een Nederlands politicus van de VVD.
Hij werd geboren als zoon van de reder Johannes Otto Staab (1882-1970). Hij is in 1945 afgestudeerd in het Nederlands Recht aan de Rijksuniversiteit Leiden en was daarna directiesecretaris bij de rederij Phs. van Ommeren. In 1950 werd hij directeur van het Rotterdamse scheepvaartbedrijf Hudig & Pieters. Daarnaast werd hij in 1962 lid van de Provinciale Staten van Zuid-Holland en vanaf 1966 was hij lid en VVD-fractievoorzitter van de gemeenteraad van Rotterdam. In februari 1971 werd Staab benoemd tot burgemeester van Wassenaar wat hij tot zijn pensionering in februari 1985 zou blijven. Eind 2011 overleed hij op 91-jarige leeftijd.